# Tales de Gortina
Tales ou Taletas de Gortina foi um cretense, natural de Gortina, que se radicou em Esparta.
De acordo com Pausânias, que cita um poema composto por Polimnasto de Colofonte, Tales conseguiu interromper uma peste entre os lacedemônios.
De acordo com Plutarco, Tales era um músico, que conseguiu pacificar duas facções dos lacedemônios com sua música e o charme das suas exaltações.